# Emenda Constitucional n.º 72 à Constituição brasileira de 1988
A Emenda Constitucional n.º 72 à constituição brasileira de 1988 é o resultado da aprovação da Proposta de Emenda à Constituição n.° 66 de 2012. A emenda constitucional dá novos direitos aos empregados domésticos no Brasil.

## História
Em 2010, o deputado Carlos Bezerra (PMDB-MT) foi o autor da Proposta de Emenda à Constituição (PEC) n.° 478, que revoga o parágrafo único do art. 7º da Constituição Federal do Brasil, para estabelecer a igualdade de direitos trabalhistas entre os empregados domésticos e os demais trabalhadores urbanos e rurais.
 Em 4 de dezembro de 2012, rebatizada como PEC n.° 66/2012, a Câmara dos Deputados aprovou o texto em segunda instância, por 347 votos a 2. Em 19 de março de 2013 o Senado Federal aprovou,  em primeiro turno,  por unanimidade, a  de 2010.  Uma semana depois, o texto foi promulgado, garantindo que parte do novo texto legal entraria em vigor automaticamente, e outra parte passaria por regulamentação. A regulamentação, que tentava definir regras para sete direitos que estavam sem aplicação, foi aprovada em junho.
O texto da emenda constitucional foi sancionado no dia 1 de junho de 2015, pela presidente Dilma Rousseff e publicado no dia seguinte no Diário Oficial da União.
De acordo com as citadas alterações, o empregado doméstico passa a ter jornada de trabalho máxima de 8 horas diárias e 44 semanais, adicional noturno, considerada como noturna a jornada  entre 22:00 de um dia e a 5h00 do dia seguinte, computada a hora noturna como de 52 min e 30 s, horas extras, FGTS, seguro-desemprego e seguro acidente do trabalho.
Alguns desses direitos dependem de regulamentação, porém jornada de 44 horas semanais pré - estabelecida, horas extras e adicional noturno já estão em vigor.

## Novos direitos
- Carteira de Trabalho e Previdência Social, devidamente anotada
- Salário - mínimo fixado em lei[12]
- Feriados civis e religiosos[13]
- Irredutibilidade salarial[14]
- 13º (décimo terceiro) salário[15]
- Repouso semanal remunerado, preferencialmente aos domingos[16]
- Férias de 30 (trinta) dias , 1 mês.[17]
- Férias proporcionais, no término do contrato de trabalho[18]
- Estabilidade no emprego em razão da gravidez
- Licença à gestante, sem prejuízo do emprego e do salário[19]
- Licença-paternidade de 5 dias corridos
- Auxílio-doença pago pelo INSS[20]
- Aviso - prévio de, no mínimo, 30 dias[21]
- Aposentadoria[22]
- Integração à Previdência Social
- Vale -Transporte
- Fundo de Garantia do Tempo de Serviço (FGTS)
- Seguro - Desemprego[23]